# Basketball Arena (Londres)
La Basketball Arena est une salle omnisports située dans le quartier du Parc olympique de Londres, conçue pour les Jeux olympiques d'été de 2012. Elle est utilisée pour le handball et le basket-ball ainsi que le basket en fauteuil et le rugby-fauteuil pour les Jeux paralympiques.

## Histoire
La candidature olympique de la ville de Londres prévoyait originellement quatre stades sur le parc olympique, mais les plans révisés publiés en 2006 ont réduit ce nombre à 3 en déplaçant les matchs de volley-ball au Earls Court Exhibition Centre. Le stade d'escrime a lui aussi été annulé et les épreuves se sont déroulées à l'ExCeL.
Les concepts designs par Wilkinson Eyre Architects & KSS Design Group ont été validés en juin 2008 et un planning de mise en construction est soumis en novembre 2008. C'est un stade temporaire, le plus large construit pour des Jeux olympiques. Il était envisagé de démonter puis transporter l'installation à Rio de Janeiro pour les Jeux olympiques d'été de 2016 mais l'idée a été abandonnée après les doutes d'officiels brésiliens sur la faisabilité du projet.
Début octobre 2008, la Wembley Arena fut pressentie pour accueillir en remplacement les tours préliminaires des tournois de basket-ball et économiser ainsi 90 millions de livres sterling, mais en mars 2009, la construction du nouveau stade temporaire sur le parc olympique est confirmée.
Fin octobre 2009, les travaux préparatoires sont entamés pour qu'au printemps 2010, la société écossaise Barr Construction puisse construire le stade. Les travaux durent 15 mois et l'arène est terminée en juin 2011.
Le stade est officiellement mis en vente le 20 janvier 2013.

## Utilisation pendant les Jeux olympiques et paralympiques

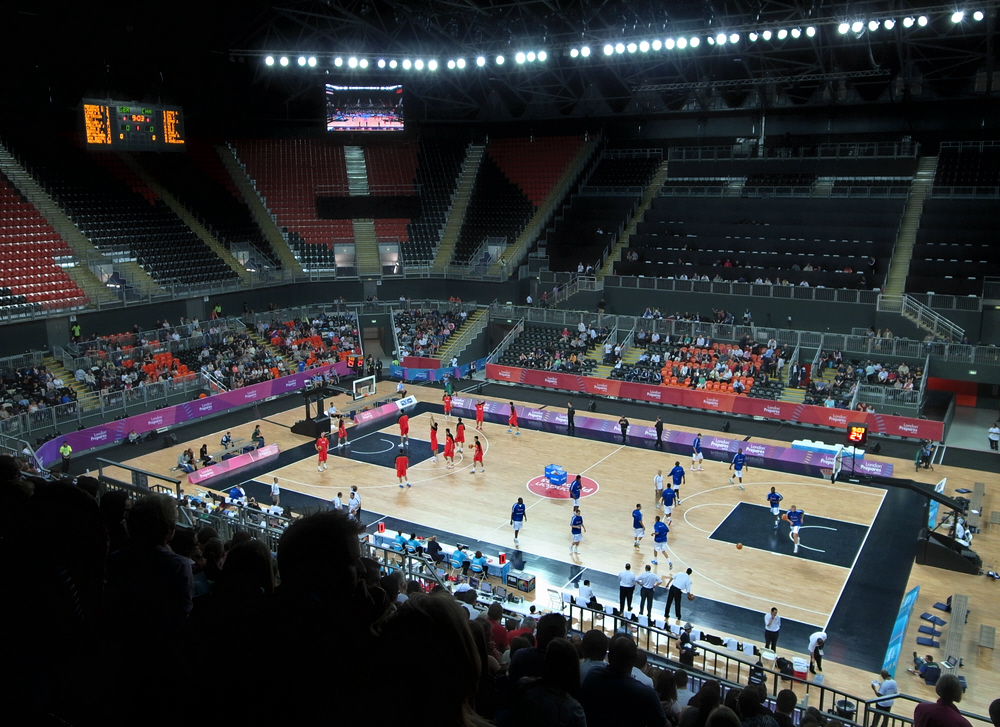
Intérieur de la Basketball Arena durant le London International Basketball Invitational

Pendant les cérémonies d'ouverture et de clôture, l'arène sert d'aire d'attente aux athlètes qui patientaient pour défiler dans le Stade olympique
Durant les Jeux olympiques, la Basketball Arena accueille, :
- la phase de groupes des tournois féminin et masculin olympique de basketball ;
- les quarts de finale du tournoi féminin de basketball ;
- les quarts de finale du tournoi masculin de handball ;
- les demi-finales et les finales des tournois olympiques masculins et féminins de handball.

Durant les Jeux paralympiques, l'arène accueillera les tournois de basket en fauteuil et de rugby-fauteuil. La capacité est alors ramenée de 12 000 à 10 000 places

## Construction
L'arène a été conçue de telle manière à ce qu'elle puisse être démontée et réutilisée à la fin des Jeux paralympiques.
Préférée à des fondations en béton, une structure en acier de 1 000 tonnes enveloppe le stade. Elle est recouverte d'une enveloppe en PVC blanche de 20 000 mètres carrés. Ce choix de construction a permis de finir les travaux extérieurs (structure et couverture) en seulement six semaines.
Le bâtiment fait 35 m de hauteur à son plus haut point et mesure 115 mètres de long.
La structure interne pousse de manière aléatoire la couverture PVC vers l'extérieur pour créer un effet de relief. Les architectes ont travaillé avec United Visual Artists, spécialisé dans l'éclairage de concerts et d'installations pour qu'une fois la couverture PVC éclairée de nuit, l'arène devienne la plus grosse installation lumineuse du parc olympique.